# Bruno Fernandes
Bruno Miguel Borges Fernandes (phát âm tiếng Bồ Đào Nha: [ˈbɾunu fɨɾˈnɐ̃dɨʃ]; sinh ngày 21 tháng 9 năm 1994) là một cầu thủ bóng đá chuyên nghiệp người Bồ Đào Nha hiện đang thi đấu ở vị trí tiền vệ cho đội tuyển bóng đá quốc gia Bồ Đào Nha và là đội trưởng của câu lạc bộ Premier League Manchester United.
Sinh ra ở Maia, Porto, Fernandes bắt đầu sự nghiệp chuyên nghiệp tại câu lạc bộ Novara Calcio của Ý. Anh chuyển đến chơi cho Udinese tại Serie A vào năm 2013, tiếp theo là Sampdoria ba năm sau đó. Sau 5 năm ở Ý, anh trở về quê nhà và ký hợp đồng với Sporting CP vào năm 2017, tại đây anh được trao tấm băng đội trưởng. Anh đã hai lần vô địch Taças da Liga liên tiếp vào các năm 2018 và 2019, có tên trong đội hình tiêu biểu Primeira Liga và đoạt giải cầu thủ xuất sắc nhất Primeira Liga trong cả hai mùa giải. Mùa giải 2018–19, anh ghi được 33 bàn thắng trên mọi đấu trường, kỷ lục này biến anh trở thành tiền vệ người Bồ Đào Nha ghi nhiều bàn nhất và là tiền vệ ghi nhiều bàn nhất ở châu Âu trong một mùa giải. Màn trình diễn xuất sắc của Fernandes đã thu hút sự quan tâm của một số câu lạc bộ ở Premier League và với việc Manchester United chiêu mộ anh với giá ban đầu là 55 triệu euro (47 triệu bảng) vào tháng 1 năm 2020, đây là mức phí cao thứ hai đối với một cầu thủ người Bồ Đào Nha rời giải quốc nội.
Fernandes là cựu tuyển thủ U-19, U-20, U-21 và U-23 quốc gia Bồ Đào Nha. Năm 2016, anh đại diện cho Bồ Đào Nha tham dự Thế vận hội mùa hè. Anh có trận ra mắt đội tuyển vào năm 2017 và đại diện cho đất nước tham dự hai kỳ FIFA World Cup vào các năm 2018 và 2022, hai kỳ UEFA Euro vào các năm 2020 và 2024, và hai kỳ UEFA Nations League vào các năm 2019 và 2025, với cả hai lần lên ngôi vô địch.

## Thời thơ ấu
Sinh ra ở Maia, Fernandes hâm mộ Porto và Manchester United. Thần tượng của anh là người đồng hương Cristiano Ronaldo, Paul Scholes, Ronaldinho, Zinedine Zidane và Stephen Ireland, những hình mẫu anh luôn hướng đến. Trong thời thơ ấu của mình, Fernandes thường chơi bóng trên đường phố với anh trai Ricardo, người cũng là một cầu thủ bóng đá chuyên nghiệp. Cha của anh, người đã di cư đến Thụy Sĩ, muốn Fernandes chuyển đến ở với ông ấy, nhưng anh đã từ chối để ở lại Bồ Đào Nha theo đuổi sự nghiệp bóng đá.

## Sự nghiệp câu lạc bộ

### Novara
Fernandes chơi hầu hết phần lớn thời còn trẻ cho câu lạc bộ địa phương Boavista. Ngày 27 tháng 8 năm 2012, anh gia nhập đội bóng Novara Calcio của Ý. Chỉ sau vài tuần tập với đội trẻ, Fernandes đã được đôn lên đội một thi đấu tại Serie B và tiếp tục ra sân hơn một nửa số trận đấu trong mùa giải 2012–13, giúp đội của anh ấy đứng thứ 5 và dành vé dự play-off.

### Udinese
Vào mùa hè 2013, Fernandes đã ký hợp đồng với Udinese Calcio trong một thỏa thuận đồng sở hữu cầu thủ. Ngày 3 tháng 11, Anh ra mắt Serie A khi vào sân trong hiệp hai trong trận thua 0–3 trên sân nhà trước Inter Milan. Fernandes đã ghi bàn thắng đầu tiên vào ngày 7 tháng 12 năm 2013, trong trận hòa 3–3 với Napoli. Anh ấy đã ghi bàn một lần nữa trong trận đấu thứ hai giữa hai đội ở trận lượt về (tỷ số hòa 1–1).

### Sampdoria
Ngày 16 tháng 8 năm 2016, Fernandes chuyển đến Sampdoria theo một bản hợp đồng cho mượn kèm điều khoản mua đứt. Anh ra mắt giải đấu 12 ngày sau đó, chơi sáu phút trong chiến thắng 2–1 trên sân nhà trước Atalanta BC.
Fernandes đã ghi bàn thắng đầu tiên cho đội bóng mới của mình vào ngày 26 tháng 9 năm 2016, trong trận thua 1–2 trước Cagliari Calcio. Anh đã ghi 5 bàn sau 33 lần ra sân ở Serie A trong mùa giải 2016–17, giúp đội bóng về đích ở vị trí thứ 10.

### Sporting CP
Vào ngày 27 tháng 6 năm 2017, sau khi trở về từ Giải U-21 châu Âu 2017, Fernandes đã đồng ý gia nhập Sporting CP trong bản hợp đồng 5 năm, với mức phí khoảng 8,5 triệu euro cộng với tiền thưởng và điều khoản mua lại là 100 triệu euro. Anh đã ghi 4 bàn thắng trong 5 trận đầu tiên ở Primeira Liga, bao gồm cú đúp trong chiến thắng 5–0 trước Vitória de Guimarães.

### Manchester United

#### Mùa bóng 2019–20
Vào ngày 29 tháng 1 năm 2020, câu lạc bộ Manchester United xác nhận họ đã đạt được thỏa thuận với Sporting Lisbon về việc chuyển nhượng Fernandes với mức phí được báo cáo lên tới 68 triệu bảng, tùy thuộc vào thành tích của cầu thủ này. Ngày hôm sau, câu lạc bộ chính thức hoàn tất việc ký hợp đồng với Fernandes, mức phí ban đầu khoảng 47 triệu bảng, trong hợp đồng năm năm rưỡi.
Vào ngày 1 tháng 2 năm 2020, anh có trận ra mắt cho United trong trận hòa 0-0 trước Wolverhampton Wanderers tại Premier League. Trong chiến thắng 2–0 trên sân khách của Manchester United trước Chelsea vào ngày 17 tháng 2, anh đã kiến tạo ở bàn thắng thứ hai từ một quả đánh đầu của Harry Maguire. Fernandes đã ra sân khá muộn từ băng ghế dự bị cho Manchester United trong cuộc đối đầu với Club Brugge trong trận hòa 1–1, đây là trận ra mắt đầu tiên ở Cúp châu Âu của anh cho câu lạc bộ. Vào ngày 23 tháng 2 năm 2020, Bruno đã góp 1 bàn thắng và in dấu giày trong cả hai bàn thắng còn lại, qua đó giúp nửa đỏ thành Manchester đánh bại Watford với tỷ số 3-0. Anh đã có bàn thắng đầu tiên tại đấu trường châu Âu cho câu lạc bộ, ghi được trong trận lượt về cúp UEFA Europa League thuộc vòng 32 đội trước Club Brugge tại sân Old Trafford, anh ghi bàn từ một quả phạt đền, giúp câu lạc bộ giành chiến thắng 5–0. Vào cuối tháng, Fernandes được bầu chọn là cầu thủ của tháng của Manchester United. Vào ngày 16 tháng 3, Bruno đã được bầu chọn là cầu thủ xuất sắc nhất tháng của Premier League. Tiếp đến, Fernandes cũng ẵm luôn danh hiệu Cầu thủ hay nhất tháng 2 của Ngoại hạng Anh do Hiệp hội cầu thủ chuyên nghiệp Anh (PFA) bầu chọn. Vào ngày 8 tháng 3 năm 2020, Bruno đã có 1 kiến tạo cho Anthony Martial ghi bàn trong trận derby thành Manchester, góp phần làm nên chiến thắng 2-0 trước đoàn quân của Pep Guardiola. Anh cũng chính là cầu thủ đầu tiên của Manchester United ghi bàn thắng đầu tiên từ chấm 11m.
Kết thúc mùa bóng 2019-2020, anh đã ghi tới 12 bàn thắng cho câu lạc bộ với trong vòng 22 trận đấu góp mặt, và là một trong 4 cầu thủ có thời gian thi đấu nhiều nhất trên thế giới trong năm 2020 (cùng với ba cầu thủ khác là Harry Maguire, Rúben Dias và Lionel Messi). Anh cũng được bình chọn là cầu thủ xuất sắc nhất mùa giải của Manchester United (Sir Matt Busby Player of the Year).

#### Mùa bóng 2020–21
Bàn thắng đầu tiên của Bruno ghi được cho câu lạc bộ trong mùa giải 2020–21 cũng đến từ một quả 11m giúp United ngược dòng thắng Brighton & Hove Albion 3–2 ở giây cuối cùng của trận đấu, đây là bàn thắng gây tranh cãi vì VAR lật ngược kết quả sau khi trọng tài đã thổi còi kết thúc trận đấu. Bruno đã tỏa sáng liên tục trong nhiều trận đấu giúp Manchester United lội ngược dòng giành chiến thắng khi bị dẫn trước tại nhiều trận đấu, như gặp Newcastle United (thắng 4–1), Paris Saint-Germain (thắng 2–1), Everton, West Brom, Southampton, West Ham,.. Ngày 15 tháng 1 năm 2021, anh lần thứ hai liên tục nhận giải thưởng cầu thủ xuất sắc nhất trong tháng (11 và 12) của Ngoại hạng Anh (2020–21) và là lần thứ 4 được trao danh hiệu này, lập kỷ lục cầu thủ nhanh nhất 4 lần được trao giải thưởng (chỉ trong vòng một năm).
Ngày 9 tháng 5 năm 2021, Bruno ghi bàn thắng gỡ hòa 1–1 cho United trong trận thắng ngược dòng 3–1 trước Aston Villa, và lập kỷ lục là cầu thủ United ghi nhiều bàn thắng bằng penalty nhiều nhất trong một mùa giải (13 bàn). Đây cũng là bàn thắng thứ 21 trên chấm phạt đền của anh kể từ ngày đầu gia nhập câu lạc bộ, là người đứng thứ ba trong lịch sử United (hai người xếp trên là Wayne Rooney có 27 bàn, Ruud van Nistelrooy có 28 bàn), nhưng Bruno chỉ mất 76 trận đấu để đạt con số 21 bàn thắng (trong khi Rooney và Nistelrooy mất tới 599 và 219 trận. Ngày 13 tháng 5 năm 2021, Bruno ghi bàn mở tỉ số trong trận đấu bù vòng 34 (gặp Liverpool trên sân Old Trafford), là bàn thắng thứ 18 của anh tại Ngoại hạng Anh mùa bóng này, và là bàn thắng thứ 28 của anh cho United trên tất cả các mặt trận, qua đó phá kỷ lục được lập bởi cựu tiền vệ Chelsea Frank Lampard thiết lập ở mùa bóng 2009–10 (27 bàn) - là tiền vệ ghi bàn nhiều nhất trong một mùa giải.
Ngày 18 tháng 5 năm 2021, Bruno được bình chọn là Cầu thủ xuất sắc nhất mùa giải của câu lạc bộ (Sir Matt Busby Player of the Year), và là mùa bóng thứ hai liên tiếp anh nhận danh hiệu này. Giải thưởng đã được trao tặng cho Bruno trong trận đấu cuối cùng trên sân Old Trafford của mùa giải (gặp Fulham), và là trận đấu đầu tiên sân Old Trafford chào đón hơn 10,000 khán giả đến sân sau hơn một năm vắng khán giả vì Covid-19. Tại trận đấu này, Bruno đã có một pha đánh gót đẹp mắt kiến tạo cho Edinson Cavani ghi bàn – một trong những bàn thắng đẹp nhất của mùa giải nhưng sau trận đấu anh lại trả lời phóng viên rằng anh có cảm giác như chưa chạm vào bóng trong pha đánh gót đó.

#### Mùa bóng 2021–22

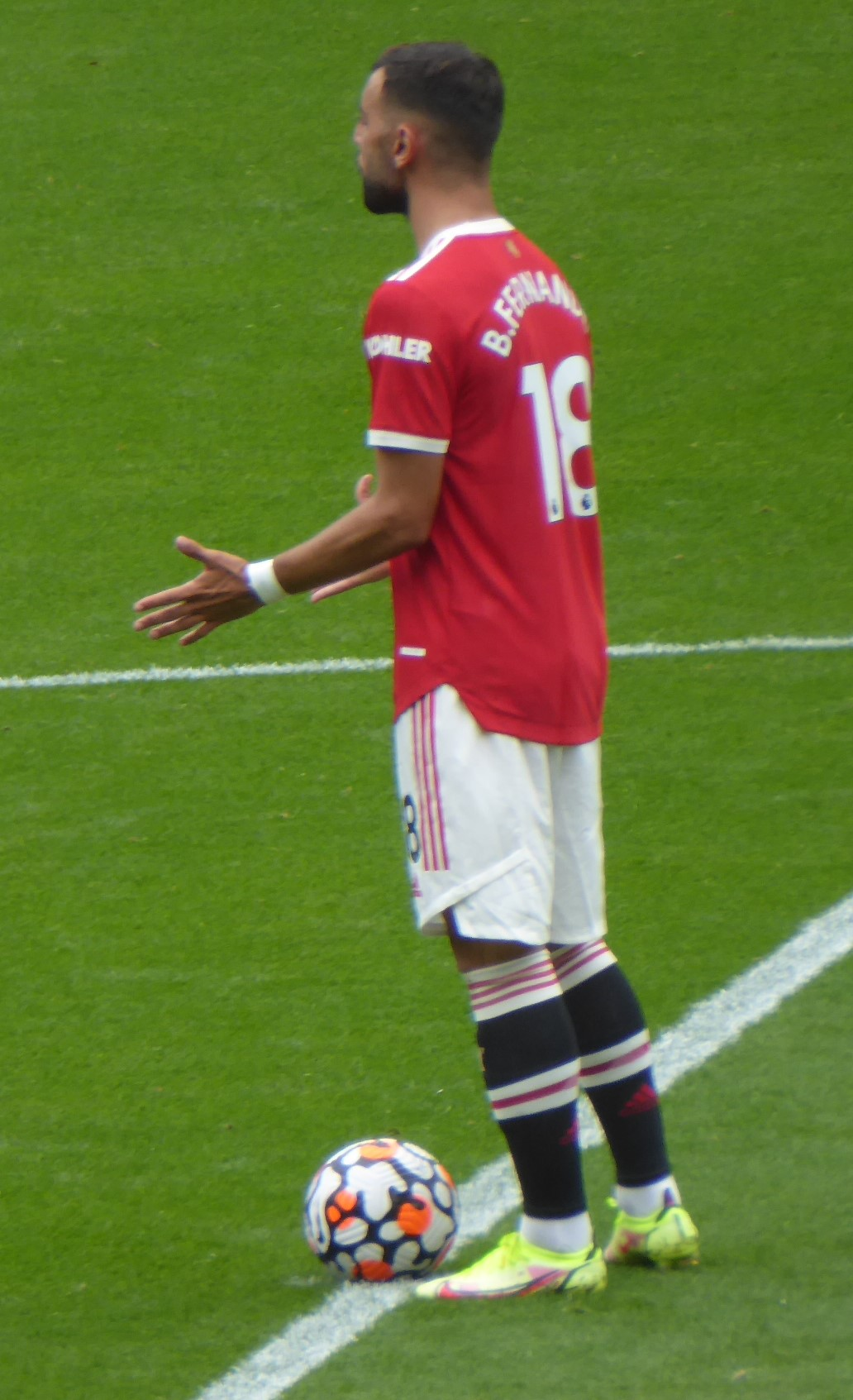
Bruno ra sân cho Manchester United trong trận đấu ở Premier League với Leeds United trong mùa giải 2021–22

Manchester United khởi đầu mùa giải Ngoại hạng Anh với trận gặp Leeds United trên sân Old Trafford ngày 14 tháng 8 năm 2021, và Bruno đã lập hat-trick giúp đội giành chiến thắng chung cuộc 5–1. Đây là hat-trick đầu tiên của United trong trận mở màn mùa giải kể từ năm 1977. Anh tiếp tục ghi bàn trong trận đấu sau đó với một cú út uy lực với khoảng cách 22m giúp cho Quỷ Đỏ giành chiến thắng 4–1 trên sân nhà trước Newcastle United. Hai tuần sau anh bỏ lỡ một quả penalty trong phút cuối khiến cho đội bóng của anh nhận trận thua 0–1 trước Aston Villa, anh sau đó đã đăng một bài viết xin lỗi những người hâm mộ trên Instagram.
Bruno có trận đấu thứ 100 cho United vào ngày 2 tháng 12 năm 2021, trong trận đấu thuộc vòng 14 giải Ngoại hạng Anh, gặp Arsenal trên sân Old Trafford và ghi bàn thắng giúp United gỡ hòa trong hiệp 1, đạt mốc 45 bàn thắng cho câu lạc bộ trong 100 trận đấu đầu tiên. Cùng với sự tỏa sáng của Cristiano Ronaldo, United đã lội ngược dòng thắng chung cuộc 3–2.
Ngày 1/4/2022, Manchester United ra thông báo Bruno Fernandes đã ký hợp đồng mới với câu lạc bộ. Theo thông báo này, hợp đồng mới của Bruno sẽ kéo dài tới tháng 6/2026, kèm theo điều khoản tùy chọn gia hạn thêm một năm hợp đồng với mức lương gấp đôi mức lương ban đầu Bruno nhận được khi mới gia nhập United.
Ngày 2/5/2022, trong trận đấu cuối cùng trên sân Old Trafford của mùa giải, Bruno đã ghi bàn thắng thứ 50 cho câu lạc bộ (và là bàn thắng thứ 10 ở mùa giải này), là bàn thắng mở tỉ số trong trận đấu tiếp Brentford F.C. tại vòng đấu thứ 36. Kể từ khi chuyển tới Manchester United vào tháng 1/2020, Bruno đã đặt dấu ấn vào 89 bàn thắng của United, bao gồm 50 bàn thắng và 39 kiến tạo.

#### Mùa bóng 2022–23
Bruno đổi số áo sang số 8 - số mà anh yêu thích, và ghi bàn thắng đầu tiên của anh cho câu lạc bộ trong mùa giải này ở trận đấu thuộc vòng 4 Ngoại hạng Anh ngày 27/8/2022. Đây cũng là bàn thắng duy nhất của trận đấu giúp Manchester United giành thắng lợi 1-0 trên sân khách trước Southampton F.C., và là trận thắng thứ hai của United. Dưới thời huấn luyện viên Erik ten Hag, Bruno thường xuyên mang băng đội trưởng của Manchester United và đã trở thành một thủ lĩnh đích thực của đội bóng.
Anh có bàn thắng thứ 3 cho United ở Ngoại hạng Anh trong trận derby Manchester ngày 14 tháng 1 năm 2023, bàn thắng gỡ hòa 1-1 cho United ở phút thứ 78. Bàn thắng này đã gây tranh cãi liên quan tới việc tình huống việt vị: bóng được chuyền bởi Casemiro đến gần vị trí Marcus Rashford nhưng Rashford đã không hề chạm vào bóng và Bruno đã chạy tới sút bóng tung lưới Manchester City F.C. từ một vị trí hoàn toàn không việt vị. Ban đầu trọng tài biên đã phất cờ vì cho rằng tình huống này việt vị (Rashford), nhưng Bruno đã giải thích với trọng tài, và Trợ lý trọng tài video (VAR) sau đó đã xem xét lại tình huống, và bàn thắng được tính là hợp lệ. Bàn thắng này sau đó gây nhiều tranh cãi trên truyền thông vì nhiều người cho rằng Marcus Rashford đã bị rơi vào thế việt vị. Cơ quan Quản lý trọng tài chuyên nghiệp Anh (PGMOL) ngay sau đó đã khẳng định bàn thắng của Bruno Fernandes là hoàn toàn hợp lệ theo luật việt vị hiện hành: "Marcus Rashford ở vị trí việt vị nhưng không chạm bóng, không tác động đến cầu thủ Manchester City. Do đó, VAR không thể tìm ra một lỗi rõ ràng nào để từ chối bàn thắng. Rashford làm những điều anh ấy được làm và Fernandes đã tiến đến trái bóng rồi ghi bàn".
Bruno ghi bàn thứ 14 cho United ở mùa giải, và là bàn thắng cuối cùng của anh ở mùa bóng 2022-2023 trong trận chung kết Cúp FA ngày 3 tháng 6 năm 2023 trên Sân vận động Wembley, là bàn thắng gỡ hòa trên chấm penalty. United thua chung cuộc 1-2 và chỉ giành vị trí Á quân FA Cup của mùa bóng.

#### Mùa bóng 2023–24
Bruno được chính thức trao băng đội trưởng United (theo thông báo ngày 20 tháng 7 năm 2023 trước khi mùa giải mới bắt đầu) sau khi huấn luyện viên Erik ten Hag quyết định thu hồi băng đội trưởng từ Harry Maguire vài ngày trước đó.
Anh có bàn thắng đầu tiên trong mùa giải cho United khi ghi bàn thắng trong trận lội ngược dòng trước Nottingham Forest F.C. ngày 26 tháng 8 năm 2023 (United thắng 3-2). Ngày 23 tháng 9 năm 2023, anh ghi bàn thắng duy nhất giúp United thắng Burnley F.C. 0-1 trên sân khách.
Ngày 4 tháng 10 năm 2023, Bruno ra sân trong trận đấu thứ 200 cho United, ghi bàn thắng duy nhất giúp United thắng Fulham F.C. trên sân khách. Tổng cộng, Bruno đã đóng góp 67 bàn thắng và 57 kiến tạo trong 200 lần ra sân cho United. Anh có bàn thắng thứ 50 ở đấu trường Ngoại hạng Anh, và là bàn thắng thứ 10 cho United trong mùa giải, vào ngày 7 tháng 4 năm 2024 khi ghi bàn thắng gỡ hòa 1-1 cho United trước Liverpool trên sân Old Trafford.

## Sự nghiệp quốc tế

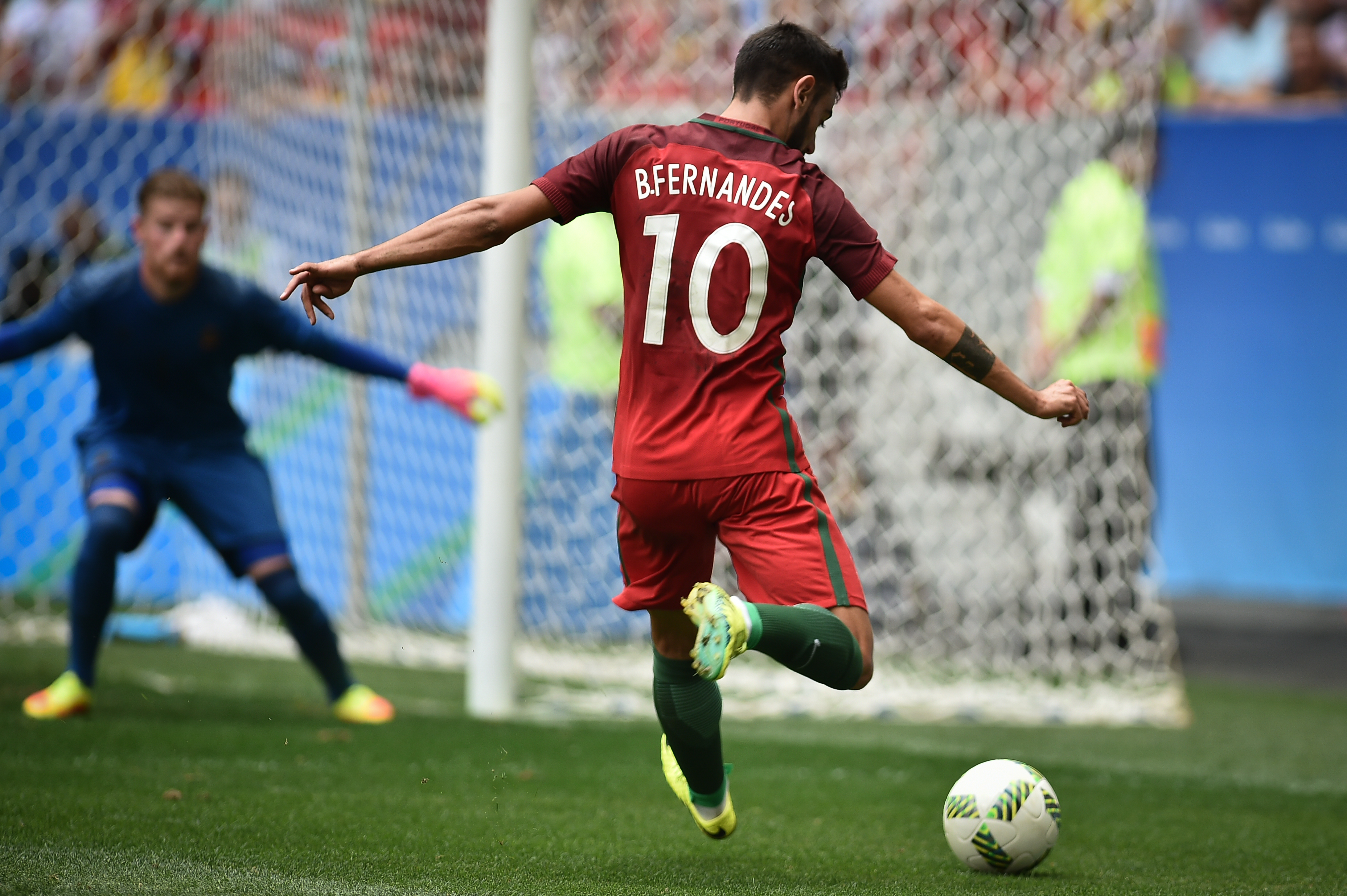
Fernandes góp mặt trong trận đấu gặp Đức tại Olympic 2016

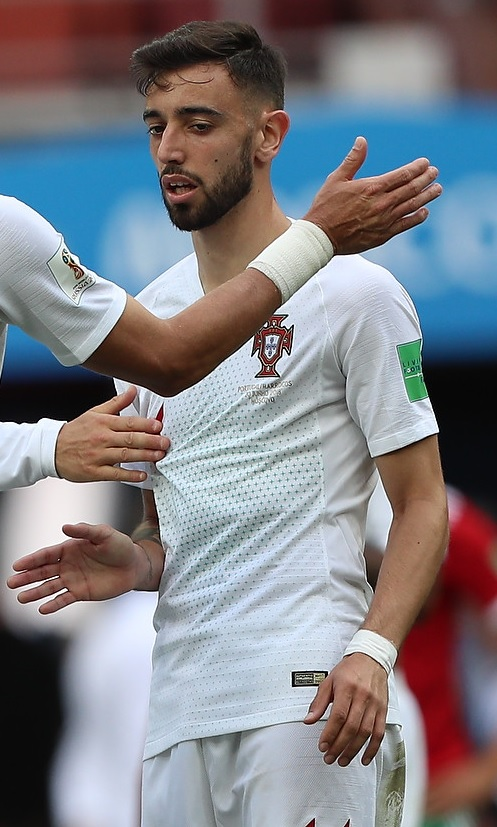
Fernandes trong màu áo Bồ Đào Nha tại FIFA World Cup 2018

Bị bỏ rơi bởi Bồ Đào Nha trong thời gian thi đấu tại Ý, Fernandes được gọi lên tuyển lần đầu tiên vào ngày 28 tháng 8 năm 2017, thay thế cho Pizzi bị chấn thương ở chiến dịch vòng loại World Cup gặp Quần đảo Faroe và Hungary mặc dù anh ấy đã không chơi trong cả hai trận đấu.
Fernandes góp mặt cùng đội tuyển Olympic Bồ Đào Nha tham dự Thế vận hội mùa hè 2016. Anh bắt đầu mọi trận đấu, khi giúp đội lọt vào vòng tứ kết.
Fernandes có trận đấu quốc tế đầu tiên vào ngày 10 tháng 11 năm 2017, thay thế cho Manuel Fernandes trong 34 phút cuối trong trận giao hữu với thắng lợi 3–0 trước Saudi Arabia tại Viseu. Sau đó, anh được Fernando Santos chọn tham dự FIFA World Cup 2018 tại Nga. Anh đã ghi bàn thắng đầu tiên vào ngày 7 tháng 6 trong trận đấu tập cuối cùng trước giải đấu lớn đó, mặc dù chịu thất bại 0–3 trước Algeria tại Sân vận động Ánh sáng nhưng anh để lại dấu ấn với 1 bàn thắng bằng đầu hiếm hoi trong sự nghiệp của mình.
Trận đấu World Cup đầu tiên của Fernandes diễn ra vào ngày 15 tháng 6 năm 2018, khi anh chơi 66 phút trong trận hòa 3–3 ở vòng bảng trước Tây Ban Nha.
Ngày 29 tháng 3 năm 2022, Bruno Fernandes ghi một cú đúp vào lưới Bắc Macedonia giúp Bồ Đào Nha giành vé vớt dự FIFA World Cup 2022.

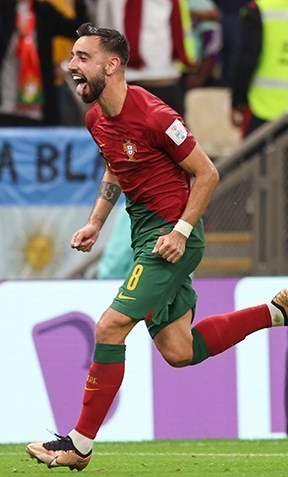
Bruno sau khi ghi bàn trong trận đấu vòng bảng với tại FIFA World Cup 2022

Bruno có bàn thắng đầu tiên trong sự nghiệp ở sân chơi World Cup khi lập một cú đúp trong trận đấu thứ hai vòng bảng World Cup 2022 ngày 28 tháng 11 năm 2022 trước Uruguay, giúp Bồ Đào Nha thắng chung cuộc 2-0 và lọt vào vòng đấu loại trực tiếp sớm trước một trận đấu. Anh cũng được bình chọn là cầu thủ xuất sắc nhất trận đấu ở trận đấu này nhờ hai bàn thắng cũng như phong độ sáng chói trong trận đấu. Bàn thắng đầu tiên ban đầu được ban tổ chức tính cho Cristiano Ronaldo vì cho rằng Ronaldo đã đánh đầu ghi bàn sau pha tạt bóng của Bruno, nhưng sau đó đã tính cho Bruno khi phân tích lại băng ghi hình - bóng không hề chạm đầu Ronaldo mà đi thẳng vào lưới sau pha tạt bóng của Bruno. Lúc đó, cả Bruno và đội tuyển Bồ Đào Nha đều chúc mừng Ronaldo đã ghi bàn, và Bruno đã phát biểu sau trận đấu rằng: "Tôi mừng như thể nó thuộc về Cristiano Ronaldo. Tôi tạt bóng với mục đích để anh ấy ghi bàn. Với những tiền đạo như anh ấy hay Andre Silva, bàn thắng có ý nghĩa hơn".

## Phong cách chơi bóng
Vị trí yêu thích nhất của Fernandes là tiền vệ tấn công (AM), Fernandes thường chơi tràn đầy thể lực và tinh thần thi đấu với quyết tâm cao, đôi khi chơi như một tiền vệ box-to-box. Anh cũng tham gia phòng ngự cùng với hậu vệ biên. Khi có bóng, Fernandes điều tiết lối chơi nhịp nhàng, anh chấp nhận nhiều rủi ro với những đường chuyền vỗ mặt, tạt bóng từ hai biên hoặc chọc khe bổng. Ngoài ra, anh ấy còn là một người đá phạt chính xác và thích sút từ ngoài vòng cấm. Bruno được đánh giá cao ở khả năng di chuyển không bóng, chạy chỗ và chiếm các khoảng không gian có lợi trước hàng thủ của đối phương để ghi bàn hoặc tạo các đường chuyền quan trọng.
Vị trí tốt nhất của Fernandes là Tiền vệ tấn công (AM) với vai trò kiến thiết lối chơi như một số 10 hiện đại (không còn bó hẹp trong một khu vực trước hàng thủ đối phương, mà di chuyển rộng với cường độ cao để tạo ảnh hưởng lớn hơn). Ngoài ra anh còn chơi tốt ở các vị trí: Tiền vệ trung tâm (CM), tiền vệ box-to-box (BBM) , tiền đạo thứ hai (SS). Ole Gunnar Solskjær, cựu huấn luyện viên (và là cựu cầu thủ) của United nhận xét về Bruno rằng: "phong cách chơi bóng của Bruno có sự pha chộn giữa Juan Sebastián Verón và Paul Scholes".
Bruno Fernandes là cầu thủ có tỉ lệ sút penalty thành công cao và nổi tiếng với cú sút kiểu "nhảy chân sáo".

## Đời tư, gia đình
Bruno có vợ là Ana Pinho, là bạn học thời phổ thông từ khi anh 18 tuổi và cả hai là mối tình đầu của nhau. Khi Bruno bắt đầu sự nghiệp cầu thủ của mình ở Novara, Ana Pinho đã bỏ dở việc học đại học để sang Ý sống cùng anh và cả hai kết hôn năm 2015 khi Bruno chuyển sang thi đấu cho Udinese Calcio. Hai người sinh con gái đầu tiên, Matilde vào năm 2017 và sau đó có thêm cậu con trai thứ hai là Goncalo vào năm 2020.
Bruno thích mang áo số 8 và luôn có hình săm số 8 trên người để nhớ tới bố đẻ của anh, người từng là một cầu thủ bóng đá (cũng khoác áo số 8) nhưng bỏ dở sự nghiệp không thành công để nuôi gia đình. Ông đã chuyển tới nhập cư vào Thụy Sĩ và đề nghị Bruno theo ông tới đó sống nhưng anh đã từ chối để theo đuổi sự nghiệp bóng đá ở Bồ Đào Nha. Bruno có thể sử dụng thành thạo 3 ngôn ngữ tiếng Anh, tiếng Tây Ban Nha, tiếng Ý bên cạnh ngôn ngữ mẹ đẻ là tiếng Bồ Đào Nha (anh cũng được cho là biết sử dụng chút ít tiếng Pháp).

## Thống kê sự nghiệp

### Câu lạc bộ
Tính đến ngày 25 tháng 5 năm 2024
| Câu lạc bộ          | Mùa giải            | Giải đấu            | Giải đấu | Giải đấu | Cúp quốc gia | Cúp quốc gia | Cúp liên đoàn | Cúp liên đoàn | Châu Âu | Châu Âu | Khác | Khác | Tổng cộng | Tổng cộng |
| Câu lạc bộ          | Mùa giải            | Hạng đấu            | Trận     | Bàn      | Trận         | Bàn          | Trận          | Bàn           | Trận    | Bàn     | Trận | Bàn  | Trận      | Bàn       |
| ------------------- | ------------------- | ------------------- | -------- | -------- | ------------ | ------------ | ------------- | ------------- | ------- | ------- | ---- | ---- | --------- | --------- |
| Novara              | 2012–13             | Serie B             | 23       | 4        | 0            | 0            | —             | —             | —       | —       | —    | —    | 23        | 4         |
| Udinese             | 2013–14             | Serie A             | 24       | 4        | 4            | 0            | —             | —             | 0       | 0       | —    | —    | 28        | 4         |
| Udinese             | 2014–15             | Serie A             | 31       | 3        | 3            | 1            | —             | —             | —       | —       | —    | —    | 34        | 4         |
| Udinese             | 2015–16             | Serie A             | 31       | 3        | 2            | 0            | —             | —             | —       | —       | —    | —    | 33        | 3         |
| Udinese             | Tổng cộng           | Tổng cộng           | 86       | 10       | 9            | 1            | —             | —             | 0       | 0       | —    | —    | 95        | 11        |
| Sampdoria           | 2016–17             | Serie A             | 33       | 5        | 2            | 0            | —             | —             | —       | —       | —    | —    | 35        | 5         |
| Sporting CP         | 2017–18             | Primeira Liga       | 33       | 11       | 5            | 1            | 4             | 0             | 14      | 4       | —    | —    | 56        | 16        |
| Sporting CP         | 2018–19             | Primeira Liga       | 33       | 20       | 7            | 7            | 5             | 3             | 8       | 3       | —    | —    | 53        | 33        |
| Sporting CP         | 2019–20             | Primeira Liga       | 17       | 8        | 1            | 0            | 4             | 2             | 5       | 5       | 1    | 0    | 28        | 15        |
| Sporting CP         | Tổng cộng           | Tổng cộng           | 83       | 39       | 13           | 8            | 13            | 5             | 27      | 12      | 1    | 0    | 137       | 64        |
| Manchester United   | 2019–20             | Premier League      | 14       | 8        | 3            | 1            | —             | —             | 5       | 3       | —    | —    | 22        | 12        |
| Manchester United   | 2020–21             | Premier League      | 37       | 18       | 3            | 1            | 3             | 0             | 15      | 9       | —    | —    | 58        | 28        |
| Manchester United   | 2021–22             | Premier League      | 36       | 10       | 2            | 0            | 1             | 0             | 7       | 0       | —    | —    | 46        | 10        |
| Manchester United   | 2022–23             | Premier League      | 37       | 8        | 6            | 3            | 5             | 2             | 11      | 1       | —    | —    | 59        | 14        |
| Manchester United   | 2023–24             | Premier League      | 35       | 10       | 6            | 3            | 1             | 0             | 6       | 2       | —    | —    | 48        | 15        |
| Manchester United   | Tổng cộng           | Tổng cộng           | 159      | 54       | 20           | 8            | 10            | 2             | 44      | 15      | —    | —    | 233       | 79        |
| Tổng cộng sự nghiệp | Tổng cộng sự nghiệp | Tổng cộng sự nghiệp | 384      | 112      | 44           | 17           | 23            | 7             | 71      | 27      | 1    | 0    | 523       | 163       |

1. ↑  Bao gồm Coppa Italia, Taça de Portugal, FA Cup
2. ↑  Bao gồm Taça da Liga, EFL Cup
3. ↑  Tám lần ra sân và một bàn thắng tại UEFA Champions League, sáu lần ra sân và ba bàn thắng tại UEFA Europa League
4. 1 2 3 4  Số lần ra sân tại UEFA Europa League
5. ↑  Ra sân tại Supertaça Cândido de Oliveira
6. ↑  Sáu lần ra sân và bốn bàn thắng tại UEFA Champions League, chín lần ra sân và năm bàn thắng tại UEFA Europa League
7. 1 2  Số lần ra sân tại UEFA Champions League

### Quốc tế
Tính đến ngày 5 tháng 7 năm 2024
| Đội tuyển quốc gia | Năm  | Trận | Bàn |
| ------------------ | ---- | ---- | --- |
| Bồ Đào Nha         | 2017 | 2    | 0   |
| Bồ Đào Nha         | 2018 | 9    | 1   |
| Bồ Đào Nha         | 2019 | 8    | 1   |
| Bồ Đào Nha         | 2020 | 6    | 0   |
| Bồ Đào Nha         | 2021 | 15   | 4   |
| Bồ Đào Nha         | 2022 | 13   | 7   |
| Bồ Đào Nha         | 2023 | 10   | 6   |
| Bồ Đào Nha         | 2024 | 8    | 4   |
| Tổng               | Tổng | 71   | 23  |

### Bàn thắng quốc tế
Tính đến ngày 22 tháng 6 năm 2024 (Tỷ số của Bồ Đào Nha viết trước, cột bàn thắng cho biết tỷ số sau mỗi bàn thắng của Fernandes).
| #  | Ngày                 | Địa điểm                                                | Đối thủ              | Bàn thắng | Kết quả | Giải đấu                      |
| -- | -------------------- | ------------------------------------------------------- | -------------------- | --------- | ------- | ----------------------------- |
| 1  | 7 tháng 6 năm 2018   | Sân vận động Ánh sáng, Lisbon, Bồ Đào Nha               | Algérie              | 2–0       | 3–0     | Giao hữu                      |
| 2  | 17 tháng 11 năm 2019 | Sân vận động Josy Barthel, Luxembourg City, Luxembourg  | Luxembourg           | 1–0       | 2–0     | Vòng loại UEFA Euro 2020      |
| 3  | 9 tháng 6 năm 2021   | Sân vận động José Alvalade, Lisbon, Bồ Đào Nha          | Israel               | 1–0       | 4–0     | Giao hữu                      |
| 4  | 9 tháng 6 năm 2021   | Sân vận động José Alvalade, Lisbon, Bồ Đào Nha          | Israel               | 4–0       | 4–0     | Giao hữu                      |
| 5  | 4 tháng 9 năm 2021   | Sân vận động Nagyerdei, Debrecen, Hungary               | Qatar                | 3–1       | 3–1     | Giao hữu                      |
| 6  | 12 tháng 10 năm 2021 | Sân vận động Algarve, Faro/Loulé, Bồ Đào Nha            | Luxembourg           | 3–0       | 5–0     | Vòng loại FIFA World Cup 2022 |
| 7  | 29 tháng 3 năm 2022  | Sân vận động Dragão, Porto, Bồ Đào Nha                  | Bắc Macedonia        | 1–0       | 2–0     | Vòng loại FIFA World Cup 2022 |
| 8  | 29 tháng 3 năm 2022  | Sân vận động Dragão, Porto, Bồ Đào Nha                  | Bắc Macedonia        | 2–0       | 2–0     | Vòng loại FIFA World Cup 2022 |
| 9  | 24 tháng 9 năm 2022  | Fortuna Arena, Prague, Cộng hòa Séc                     | Séc                  | 2–0       | 4–0     | UEFA Nations League 2022–23   |
| 10 | 17 tháng 11 năm 2022 | Sân vận động José Alvalade, Lisbon, Bồ Đào Nha          | Nigeria              | 1–0       | 4–0     | Giao hữu                      |
| 11 | 17 tháng 11 năm 2022 | Sân vận động José Alvalade, Lisbon, Bồ Đào Nha          | Nigeria              | 2–0       | 4–0     | Giao hữu                      |
| 12 | 28 tháng 11 năm 2022 | Sân vận động Lusail, Lusail, Qatar                      | Uruguay              | 1–0       | 2–0     | FIFA World Cup 2022           |
| 13 | 28 tháng 11 năm 2022 | Sân vận động Lusail, Lusail, Qatar                      | Uruguay              | 2–0       | 2–0     | FIFA World Cup 2022           |
| 14 | 17 tháng 6 năm 2023  | Sân vận đông Ánh sáng, Lisbon, Bồ Đào Nha               | Bosna và Hercegovina | 2–0       | 3–0     | Vòng loại UEFA Euro 2024      |
| 15 | 17 tháng 6 năm 2023  | Sân vận đông Ánh sáng, Lisbon, Bồ Đào Nha               | Bosna và Hercegovina | 3–0       | 3–0     | Vòng loại UEFA Euro 2024      |
| 16 | 8 tháng 9 năm 2023   | Tehelné pole, Bratislava, Slovakia                      | Slovakia             | 1–0       | 1–0     | Vòng loại UEFA Euro 2024      |
| 17 | 11 tháng 9 năm 2023  | Sân vận động Algarve, Faro/Loulé, Bồ Đào Nha            | Luxembourg           | 8–0       | 9–0     | Vòng loại UEFA Euro 2024      |
| 18 | 16 tháng 10 năm 2023 | Sân vận động Bilino Polje, Zenica, Bosna và Hercegovina | Bosna và Hercegovina | 3–0       | 5–0     | Vòng loại UEFA Euro 2024      |
| 19 | 19 tháng 11 năm 2023 | Sân vận động José Alvalade, Lisbon, Bồ Đào Nha          | Iceland              | 1–0       | 2–0     | Vòng loại UEFA Euro 2024      |
| 20 | 21 tháng 3 năm 2024  | Sân vận động D. Afonso Henriques, Guimarães, Bồ Đào Nha | Thụy Điển            | 3–0       | 5–2     | Giao hữu                      |
| 21 | 4 tháng 6 năm 2024   | Sân vận động José Alvalade, Lisbon, Bồ Đào Nha          | Phần Lan             | 3–0       | 4–2     | Giao hữu                      |
| 22 | 4 tháng 6 năm 2024   | Sân vận động José Alvalade, Lisbon, Bồ Đào Nha          | Phần Lan             | 4–2       | 4–2     | Giao hữu                      |
| 23 | 22 tháng 6 năm 2024  | Westfalenstadion, Dortmund, Đức                         | Thổ Nhĩ Kỳ           | 3–0       | 3–0     | UEFA Euro 2024                |
| 24 | 8 tháng 9 năm 2024   | Sân vận động Ánh sáng, Lisbon, Bồ Đào Nha               | Scotland             | 1–1       | 2–1     | UEFA Nations League 2024–25   |

## Danh hiệu
Sporting
- Taça de Portugal: 2018–19[92]
- Taça da Liga: 2017–18, 2018–19[93]

Manchester United
- FA Cup: 2023–24
- EFL Cup: 2022–23

Bồ Đào Nha
- UEFA Nations League: 2018–19[94]
- UEFA Nations League: 2024-25

### Cá nhân
- SJPF - Cầu thủ trẻ của tháng: Tháng 8/2017,[95] 9/2017,[96] Tháng 10/11 năm 2017,[97] Tháng 2/2018,[98] Tháng 4/2018[99]
- Giải bóng đá vô địch quốc gia Bồ Đào Nha - Cầu thủ xuất sắc nhất tháng: Tháng 8 /2017,[100] Tháng 9/2017,[101] Tháng 4/2018,[102] Tháng 12/2018,[103] Tháng 2/2019,[104] Tháng 3/2019,[104] Tháng 4/2019[105]
- Giải bóng đá vô địch quốc gia Bồ Đào Nha - Cầu thủ xuất sắc nhất mùa giải: 2017–18,[106] 2018–19[107]
- Giải bóng đá vô địch quốc gia Bồ Đào Nha - Đội hình tiêu biểu của mùa giải: 2017–18,[106] 2018–19[107]
- UEFA Europa League - Đội hình tiêu biểu của mùa giải: 2017–18[108]
- Cầu thủ Sporting CP của năm: 2018,[109] 2019[110]
- Cầu thủ Bồ Đào Nha của năm (CNID): 2019[111]
- Giải vô địch bóng đá các quốc gia châu Âu - Đội hình tiêu biểu vòng chung kết: 2019[112]
- Cầu thủ xuất sắc nhất tháng do người hâm mộ PFA bình chọn: Tháng 2 năm 2020[113] Tháng 6/Tháng 7 năm 2020[114]
- Cầu thủ Ngoại hạng Anh xuất sắc nhất tháng: Tháng 2 năm 2020[2] Tháng 6 năm 2020,[115] Tháng 11 năm 2020,[116] Tháng 12 năm 2020[117]
- Bàn thắng đẹp nhất tháng Giải bóng đá Ngoại Hạng Anh: Tháng 6 năm 2020[118]
- Vua phá lưới UEFA Europa League 2019-20: 8 bàn thắng[119]
- Cầu thủ xuất sắc nhất năm của Sir Matt Busby: 2019–20[120]
- FIFA FIFPro World11: 2020 (tiền vệ thứ 4)[121]